# Tanasevitchia uralensis
Tanasevitchia uralensis är en spindelart som först beskrevs av Andrei V. Tanasevitch 1983.  Tanasevitchia uralensis ingår i släktet Tanasevitchia och familjen täckvävarspindlar. Inga underarter finns listade i Catalogue of Life.